# Elachisoma approximata
Elachisoma approximata är en tvåvingeart som först beskrevs av Malloch 1913.  Elachisoma approximata ingår i släktet Elachisoma och familjen hoppflugor.
Artens utbredningsområde är Texas. Inga underarter finns listade i Catalogue of Life.